# ایشبن علیا
ایشبن علیا، روستایی است از توابع بخش مرکزی شهرستان چالوس در استان مازندران ایران.

## جمعیت
این روستا در دهستان کلارستاق شرقی قرار دارد و براساس سرشماری مرکز آمار ایران در سال ۱۳۸۵، جمعیت آن ۱۱۸۰ نفر (۳۲۴خانوار) بوده‌است. مردم ایشبن علیا از قومیت طبری هستند. مردم ایشبن علیا به زبان طبری با گویش چالوسی سخن می‌گویند.